# Orden del Cardo

Escudo de armas real del Reino Unido para uso en Escocia

La Antiquísima y Nobilísima Orden del Cardo (en inglés The Most Ancient and Most Noble Order of the Thistle) es una orden de códigos de caballería escocesa. En Escocia, la Orden del Cardo representa el más alto honor y es la segunda en importancia después de la Orden de la Jarretera.

## Historia
La fecha exacta de la fundación de la orden es confusa pero, según la leyenda, data del año 809 cuando el rey Achaius formó una alianza con Carlomagno. También es posible que Jacobo III de Escocia fuera el fundador de la orden, ya que fue él el responsable de los cambios en el simbolismo real en Escocia, incluyendo la adopción del cardo como la insignia real de los Estuardo.
A pesar de que existía alguna orden de caballería en Escocia en los siglos XV y XVI o incluso antes, fue Jacobo II quien estableció la orden bajo las nuevas normas el 29 de mayo de 1687 para recompensar a los pares escoceses que apoyaban los objetivos políticos y religiosos del rey. La toga de aquella época aún existe y tiene más de 250 motivos de cardos y ramitos de ruda, conocidos como «la Hierba de la Gracia», el antiguo símbolo de los pictos. Las leyes estipulaban que la orden estaba formada por el soberano y 12 caballeros, en alusión a Jesús y sus 12 apóstoles.
Después de la abdicación de Jacobo VII de Escocia y II de Inglaterra en 1688, la orden quedó en desuso hasta que fue restablecida por la Reina Ana Estuardo en 1703. El número de caballeros se mantuvo en 12. Pese a las rebeliones de 1715 y 1745, el viejo y el joven pretendiente (El Príncipe Jacobo y el príncipe Carlos) fueron nombrados caballeros de la Orden del Cardo durante el exilio. Los primeros reyes de la casa de Hannover también utilizaron la orden para reconocer a los nobles escoceses que apoyaron la causa Hannover y la protestante.
El interés en la orden resurgió cuando Jorge IV lució el cardo durante su visita a Escocia en 1822. No fue hasta 1987 cuando se les permitió a las mujeres formar parte de la orden. El santo patrono de la orden es San Andrés santo patrono de Escocia, quien aparece en el medallón.

## Descripción de la insignia
La insignia de la orden consiste en una estrella losanje de diamantes, con aspas superpuestas, también de diamantes. Sobre esta composición, bezante en campo de oro en cuyo centro se halla la flor del cardo, cuerpo y hojas que la flanquean en sinople y pétalos en púrpura. Filigrana en sinople sobre la que se puede leer la leyenda de la orden en oro, Nemo me impune lacessit(Nadie me provoca con impunidad). Se lleva en la parte izquierda del torso.
Establecida por Jorge I en 1714, el medallón que pende del collar de la orden consiste en una bandera escocesa de plata con un rayo en punta entre ambos brazos de la cruz. El lema «Nemo me impune lacessit» significa «Nadie me daña impunemente» en latín.
La capilla para la orden iba a ser la abadía del Palacio de Holyroodhouse. Pero no fue hasta 1911 cuando la orden tuvo una capilla contigua a la Catedral de St. Giles en Edimburgo, en la cual se llevan a cabo los oficios religiosos y las ceremonias. Hoy la orden todavía existe; su Gran Maestre el la actual soberano del Reino Unido Carlos III.

## El cardo, la flor nacional de Escocia

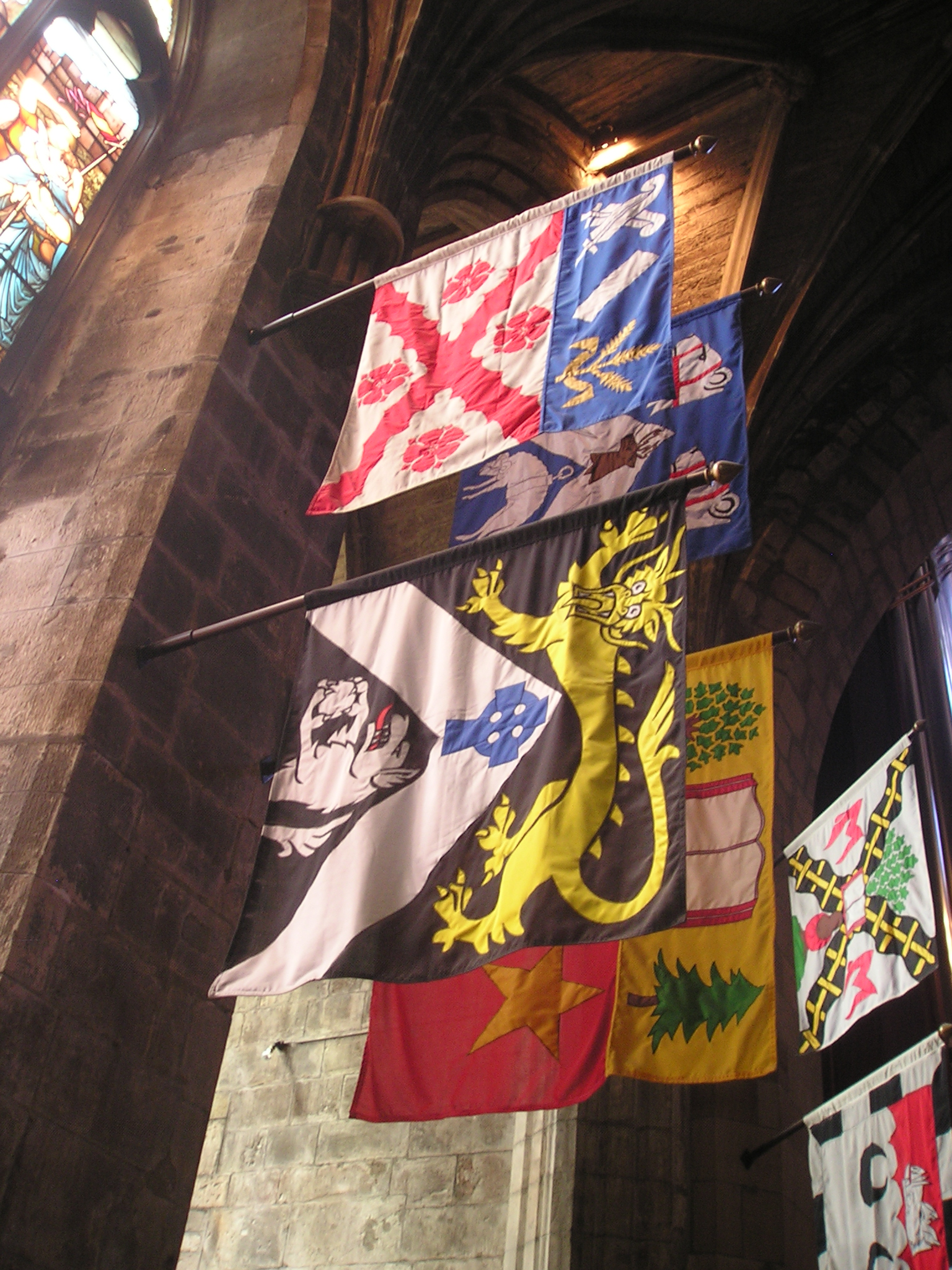
Banderas de los Caballeros del Cardo en la Catedral de St Giles.

Es el emblema nacional de Escocia desde hace más de 700 años.
Según la leyenda, hace mucho tiempo, los daneses invadieron Escocia sorpresivamente pero al no usar calzado y en la oscuridad, uno de ellos pisó un cardo y un grito agudo de dolor alertó a los escoceses y evitó una terrible matanza. A la planta que los salvó, se la conoció como “El Cardo Guardián”.
No fue sino hasta el reinado de Jacobo III que el cardo fue reconocido como la insignia de los Estuardo. En el momento en que Jacobo IV subió al trono en 1488, el cardo se había convertido en un emblema popular.
Esta noble planta se encuentra también en la antigua orden de caballería de Escocia conocida como “La Orden del Cardo”.
Muchas antiguas familias escocesas usaron el cardo como insignia, y también varios antiguos regimientos escoceses lo lucieron con orgullo. Es la insignia de La Guardia Escocesa y de los Highlanders de la reina.
Entre otros objetos de vestimenta militar, al cardo a menudo se lo encontraba grabado en los sables y quizá en la Espada Tradicional Escocesa (“Claymore” o “Claichbeamhr-mohr”), la gran espada de la Edad Media.
También al cardo se lo usaba para decorar la tradicional vasija (“Quaich”) que significa taza en gaélico. Las vasijas eran originalmente de madera y posteriormente fueron de plata y peltre. Otra vasija típica de Escocia era la llamada taza del cardo “Scottish Thistle Cup”. Fue popular hacia fines del siglo XVII y se la utilizaba principalmente para colocar licores y vinos. Hoy los ejemplares de esta taza no sólo son raros sino también muy valiosos.
Durante el reinado de Jacobo IV, el cardo también apareció en las primeras monedas escocesas y hoy se lo encuentra en los modernos billetes. En Gran Bretaña, la más pequeña de las monedas es la de 5 peniques la cual tiene el cardo escocés, sus hojas y una corona real.
A través de los siglos, una amplia gama de joyería escocesa ha favorecido al cardo empleándolo en sus diseños.
El Museo Británico de Londres tiene uno de los tesoros más importantes dentro de la colección de anillos, la sortija de María, reina de los escoceses. El anillo está grabado en oro, tiene el distintivo de Escocia rodeado por un collar de cardos
María I Estuardo, reina de los escoceses, era muy hábil y contribuyó con el maravilloso legado escocés de tapices y bordados. Entretejió el cardo escocés en flor.
Después de su trágica muerte en febrero de 1587 en el Castillo de Fotheringhay, cada verano, los cardos en flor comenzaron a aparecer en los terrenos del castillo. Según la leyenda, Mary colocó la insignia del cardo escocés en este lugar poco antes de su muerte. A estos cardos del Castillo Fotheringhay a veces se los llama “Las Lágrimas de la Reina Mary”.
En la Abadía de Westminster en Londres, en donde María está enterrada, un magnífico monumento esculpido con la insignia del cardo escocés conmemora su lugar de reposo.
En Escocia, elegantes tallados del cardo, a menudo en un estilo heráldico, se aprecian en monumentos y edificios.
No hay duda alguna de que el cardo está cerca del corazón de los escoceses en donde quiera que ellos estén, como lo expresó Robert Burns en su poema “The Guid Wife of Wauchope House”- “Es un símbolo muy querido”.

## Miembros actuales de la orden
- Soberano: El Rey Carlos III
- Caballeros y damas compañeros:

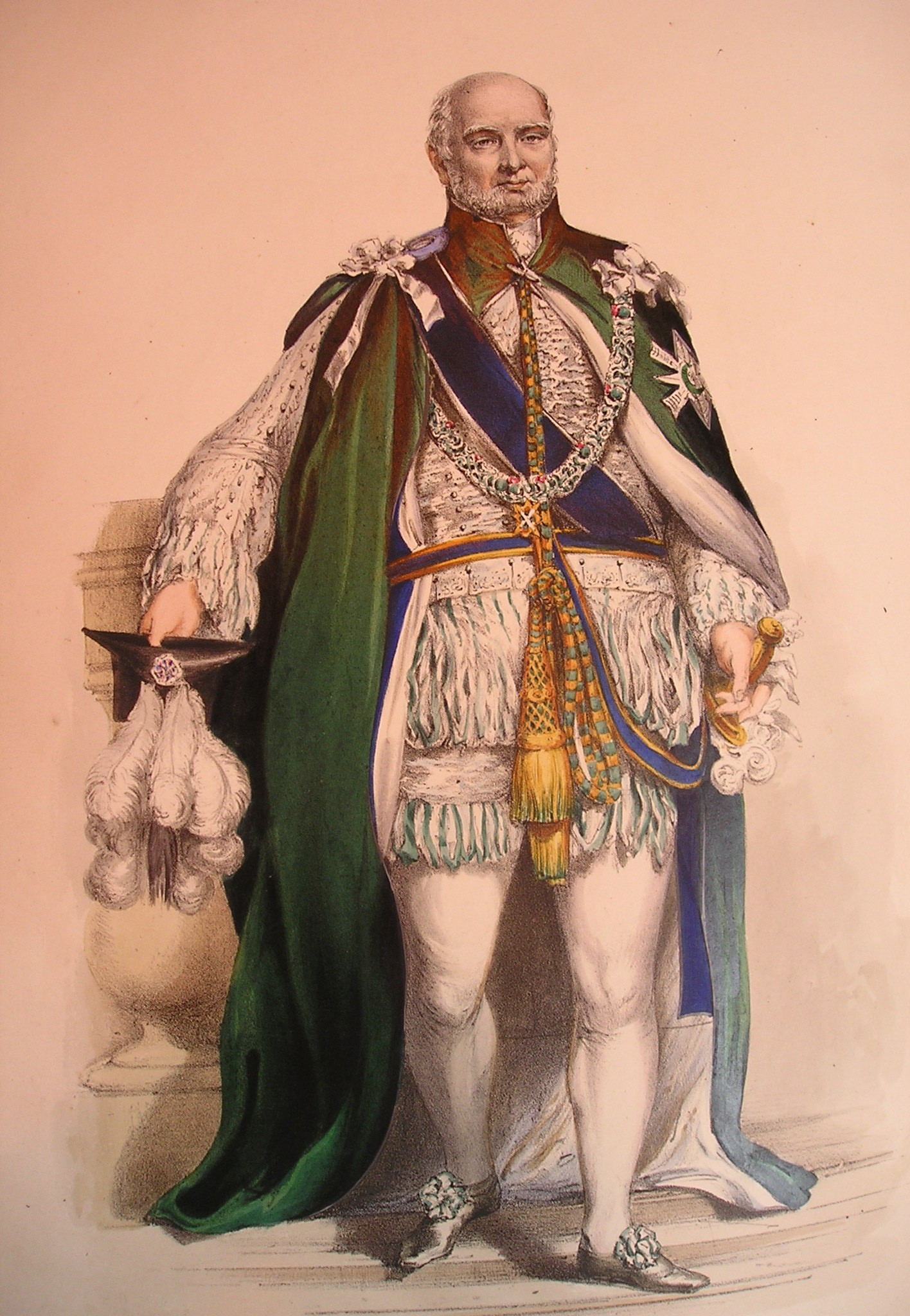
Augusto Federico de Hannover con la insignia de caballero de la Orden del Cardo, pintura de G.E. Madeley.

1. Andrew Bruce, XI conde de Elgin y XV conde de Kincardine  KT CD JP DL (1981)
2. James Mackay, barón Mackay de Clashfern KT PC KC (1997)
3. David Wilson, barón Wilson de Tillyorn  KT GCMG (2000)
4. David Steel, barón Steel de Aikwood KT KBE PC (2004)
5. George Robertson, barón Robertson de Port Ellen  KT GCMG PC (2004)
6. William Douglas Cullen, barón Cullen de Whitekirk KT PC KC (2007)
7. David Hope, barón Hope de Craighead  KT PC KC (2009)
8. Narendra Patel, barón Patel KT (2009)
9. Robert Haldane Smith, barón Smith de Kelvin KT CH (2014)
10. Richard Scott, duque de Buccleuch y Queensberry  KT KBE CVO DL (2017)
11. Ian Wood KT GBE (2018)
12. Lady Elish Angiolini KT DBE PC KC  (2022)[1]
13. Sir George Reid KT (2022)
14. Susan Margaret Black, Baronesa Black de Strome KT DBE (2024)
15. Helena Ann Kennedy, Baronesa Kennedy de Los Shaws,KT KC (2024)
16. Sir Godfrey Henry Oliver Palmer KT OBE (2024)

- Caballeros y damas supernumerarios
  -  Ana, princesa real (2000)
  -  Guillermo, duque de Rothesay (2012)[2]
  -  Camila, reina consorte (2023)[3]
  -  Eduardo, conde de Forfar (2024)
- Oficiales:
  - Canciller - Vacante
  - Decano - Rev. David Fergusson
  - Secretaria - Elizabeth Roads
  - "Lord Lyon", rey de armas de Escocia - Rev. Joseph Morrow
  - Ujier, conocido como el "Ujier Caballero de la Varilla Verde" - Christopher Hope Layman